# Ptychobarbus
Ptychobarbus is een geslacht van straalvinnige vissen uit de familie van eigenlijke karpers (Cyprinidae).

## Soorten
- Ptychobarbus chungtienensis (Tsao, 1964)
- Ptychobarbus conirostris Steindachner, 1866
- Ptychobarbus dipogon (Regan, 1905)
- Ptychobarbus kaznakovi Nikolskii, 1903